# Haltérophilie aux Jeux olympiques
L'haltérophilie est un sport olympique depuis les Jeux olympiques de 1896 à Athènes. Les femmes ont participé pour la première fois aux Jeux olympiques d'été de 2000 à Sydney.

## Historique
L'haltérophilie olympique est déjà présente lors des Jeux olympiques antiques des épreuves d’« halteria » : les athlètes devaient soulever dans chaque bras des masses en plomb.
Ce sport figure aux premiers Jeux olympiques de l'ère moderne en 1896 parmi les disciplines sportives optionnelles. Elle intègre définitivement le programme à l'occasion des Jeux d'Anvers de 1920.
Les femmes intègrent pour la première fois la compétition pour les Jeux de Sydney de 2000, avec 7 épreuves contre 8 pour les hommes. Le nombre d'épreuves dévient identique avec 7 épreuves pour les femmes et 7 épreuves pour les hommes pour les Jeux de Tokyo 2020.
L'haltérophilie dans les années 2010 fut menacé d'exclusion du programme olympique en raison du dopage massif dans ce sport (30 médailles furent retirées en 2008 et 2012),,.
Le nombre d'épreuves est restreint, passant de 14 à 10, pour les Jeux olympiques de 2024.

## Règles
Deux types de mouvements différents sont exécutés : l'arraché et l'épaulé-jeté.
À l'arraché, les haltérophiles doivent soulever la barre au-dessus de leur tête bras tendus en un seul mouvement. Dans l'épaulé-jeté, ils doivent soulever la barre jusqu'aux épaules, se redresser, puis jeter la barre à hauteur de bras au-dessus de leur tête. Lors de chaque essai, ils sont contrôlés par 3 juges qui déterminent la validité de la posture (avec une led blanche si l'essai est validé, rouge si c'est un échec).
Les athlètes ont droits à 3 essais pour chacune des deux positions. Avant un essai, il peut choisir son poids. Ces choix de poids sont limités : l'haltérophile ne peut pas réessayer avec un poids inférieur s'il a raté un essai. En cas de succès, il doit rajouter au minimum un kilo à son essai suivant. Ces limitations ne concernent que les essais d'une même position. Le total des points est constitué de l'addition des deux meilleures performances réalisées dans ces deux exercices.
Pour les catégories ayant plus d'une dizaine de participants, les athlètes sont séparés en deux groupes A et B suivant leurs poids. Le groupe B n'est pas médiatisé. Même si tous les résultats des groupes sont pris en compte, le groupe A rassemble les probables médaillés de la catégorie. Néanmoins, à la surprise générale, Om Yun-chol gagna le titre olympique dans sa catégorie en 2012, en faisant partie du groupe B.

## Épreuves au programme

### Hommes
Lors des premiers Jeux olympiques, tous les haltérophiles concouraient dans une même catégorie. Ainsi, en 1896 et en 1904, il existait seulement les épreuves poids lourds à un bras et poids lourds à deux bras.
Après une absence de 16 ans, l'haltérophilie revint au programme olympique en 1920 avec des épreuves correspondantes aux différentes catégories de poids.
| 1920-1936            | 1948                 | 1952-1968                | 1972-1976            | 1980-1992               | 1996                   | 2000-2016              | 2020                 | 2024           |
| -------------------- | -------------------- | ------------------------ | -------------------- | ----------------------- | ---------------------- | ---------------------- | -------------------- | -------------- |
| Lourds +82,5 kg      | Lourds +82,5 kg      | Lourds +90 kg            | Super lourds +110 kg | Super lourds +110 kg    | Super lourds +108 kg   | Super lourds +105 kg   | Super lourds +109 kg | +102 kg        |
| Lourds +82,5 kg      | Lourds +82,5 kg      | Lourds +90 kg            | Lourds 90-110 kg     | Lourds 100-110 kg       | Super lourds +108 kg   | Super lourds +105 kg   | Super lourds +109 kg | +102 kg        |
| Lourds +82,5 kg      | Lourds +82,5 kg      | Lourds +90 kg            | Lourds 90-110 kg     | Lourds 100-110 kg       | Lourds 99-108 kg       | Super lourds +105 kg   | Lourds 96-109 kg     | +102 kg        |
| Lourds +82,5 kg      | Lourds +82,5 kg      | Lourds +90 kg            | Lourds 90-110 kg     | Lourds 100-110 kg       | Lourds 99-108 kg       | Lourds 94-105 kg       | Lourds 96-109 kg     | +102 kg        |
| Lourds +82,5 kg      | Lourds +82,5 kg      | Lourds +90 kg            | Lourds 90-110 kg     | Lourds 100-110 kg       | Lourds 99-108 kg       | 89–102 kg              | Lourds 96-109 kg     |                |
| Lourds +82,5 kg      | Lourds +82,5 kg      | Lourds +90 kg            | Lourds 90-110 kg     | Lourds-légers 90-100 kg | Lourds 99-108 kg       |                        | Lourds 96-109 kg     |                |
| Lourds +82,5 kg      | Lourds +82,5 kg      | Lourds +90 kg            | Lourds 90-110 kg     | Lourds légers 91-99 kg  |                        |                        | Lourds 96-109 kg     |                |
| Lourds +82,5 kg      | Lourds +82,5 kg      | Lourds +90 kg            | Lourds 90-110 kg     | Lourds moyens 85-94 kg  | Lourds moyens 81-96 kg |                        |                      |                |
| Lourds +82,5 kg      | Lourds +82,5 kg      | Lourds +90 kg            | Lourds 90-110 kg     | Lourds moyens 85-94 kg  | Lourds moyens 81-96 kg | Lourds moyens 83-91 kg |                      |                |
| Lourds +82,5 kg      | Lourds +82,5 kg      | Lourds moyens 82.5-90 kg |                      | Lourds moyens 85-94 kg  | Lourds moyens 81-96 kg |                        |                      |                |
| Lourds +82,5 kg      | Lourds +82,5 kg      | 73–89 kg                 |                      | Lourds moyens 85-94 kg  | Lourds moyens 81-96 kg |                        |                      |                |
| Lourds +82,5 kg      | Lourds +82,5 kg      | Mi-lourds 77-85 kg       |                      |                         | Lourds moyens 81-96 kg |                        |                      |                |
| Lourds +82,5 kg      | Lourds +82,5 kg      | Mi-Lourds 76-83 kg       |                      |                         | Lourds moyens 81-96 kg |                        |                      |                |
| Mi-lourds 75-82,5 kg | Mi-lourds 75-82,5 kg | Mi-lourds 75-82,5 kg     | Mi-lourds 75-82,5 kg | Mi-lourds 75-82,5 kg    | Mi-lourds 73-81 kg     |                        |                      |                |
| Mi-lourds 75-82,5 kg | Mi-lourds 75-82,5 kg | Mi-lourds 75-82,5 kg     | Mi-lourds 75-82,5 kg | Mi-lourds 75-82,5 kg    | Mi-lourds 73-81 kg     | Moyens 69-77 kg        |                      |                |
| Mi-lourds 75-82,5 kg | Mi-lourds 75-82,5 kg | Mi-lourds 75-82,5 kg     | Mi-lourds 75-82,5 kg | Mi-lourds 75-82,5 kg    | Mi-lourds 73-81 kg     | Moyens 70-76 kg        |                      |                |
| Moyens 67.5-75 kg    |                      |                          |                      |                         | Mi-lourds 73-81 kg     |                        |                      |                |
| Moyens 67-73 kg      | 61–73 kg             |                          |                      |                         |                        |                        |                      |                |
| Moyens 67-73 kg      | 61–73 kg             | Légers 64-70 kg          |                      |                         |                        |                        |                      |                |
| Moyens 67-73 kg      | 61–73 kg             | Légers 62-69 kg          |                      |                         |                        |                        |                      |                |
| Légers 60-67,5 kg    | Légers 60-67,5 kg    | Légers 60-67,5 kg        | Légers 60-67,5 kg    | Légers 60-67,5 kg       | Légers 61-67 kg        |                        |                      |                |
| Légers 60-67,5 kg    | Légers 60-67,5 kg    | Légers 60-67,5 kg        | Légers 60-67,5 kg    | Légers 60-67,5 kg       | Légers 61-67 kg        | Plumes 59-64 kg        |                      |                |
| Légers 60-67,5 kg    | Légers 60-67,5 kg    | Légers 60-67,5 kg        | Légers 60-67,5 kg    | Légers 60-67,5 kg       | Légers 61-67 kg        | Plumes 56-62 kg        |                      |                |
| Plumes -60 kg        | Plumes 56-60 kg      | Plumes 56-60 kg          | Plumes 56-60 kg      | Plumes 56-60 kg         | Plumes -61 kg          | -61 kg                 |                      |                |
| Plumes -60 kg        | Plumes 56-60 kg      | Plumes 56-60 kg          | Plumes 56-60 kg      | Plumes 56-60 kg         | Plumes -61 kg          | -61 kg                 | Coq 54-59 kg         |                |
| Plumes -60 kg        | Coq -56 kg           | Coq -56 kg               | Coq 52-56 kg         | Coq 52-56 kg            | Plumes -61 kg          | -61 kg                 | Coq -56 kg           |                |
| Plumes -60 kg        | Coq -56 kg           | Coq -56 kg               | Coq 52-56 kg         | Coq 52-56 kg            | Plumes -61 kg          | -61 kg                 | Coq -56 kg           | Mouches -54 kg |
| Plumes -60 kg        | Coq -56 kg           | Coq -56 kg               | Mouches -52 kg       |                         | Plumes -61 kg          | -61 kg                 | Coq -56 kg           |                |
| 5                    | 6                    | 7                        | 9                    | 10                      | 10                     | 8                      | 7                    | 5              |

### Femmes
Les premières épreuves féminines ont eu lieu à l'occasion des Jeux olympiques d'été de 2000 à Sydney. En 2017, le CIO refusa d'inclure aux Jeux la catégorie féminine nouvellement créée des +90 kg.
| 2000-2016           | 2020                | 2024            |
| ------------------- | ------------------- | --------------- |
| Super lourds +75 kg | Super lourds +87 kg | +81 kg          |
| Super lourds +75 kg | Lourds 76-87 kg     | +81 kg          |
| Super lourds +75 kg | 71–81 kg            |                 |
| Super lourds +75 kg | Mi-lourds 64-76 kg  |                 |
| Lourds 69-75 kg     |                     |                 |
| 59–71 kg            |                     |                 |
| Mi-lourds 63-69 kg  |                     |                 |
| Moyens 59-64 kg     |                     |                 |
| Moyens 58-63 kg     |                     |                 |
| Légers 55-59 kg     | 49–59 kg            |                 |
| Légers 55-59 kg     | 49–59 kg            | Légers 53-58 kg |
| Plumes 49-55 kg     | 49–59 kg            |                 |
| Plumes 48-53 kg     | 49–59 kg            |                 |
| Coq -49 kg          | -49 kg              |                 |
| Coq -49 kg          | -49 kg              | Coq -48 kg      |
| 7                   | 7                   | 5               |

## Légendes olympiques
- Triples champions olympiques
  - Naim Süleymanoğlu  en 1988, 1992 et 1996
  - Pýrros Dímas  en 1992, 1996 et 2000
  - Akakios Kakhiashvilis  en 1992, 1996 et 2000
  - Halil Mutlu  en 1996, 2000 et 2004
  - Lu Xiaojun  en 2012, 2016 (à la suite de la disqualification de Nijat Rahimov) et 2021

## Nations présentes
Entre 1896 et 2016, près de 2 883 athlètes, 2 526 hommes et 356 femmes, en provenance de plus de cent-quarante-cinq nations différentes ont participé aux épreuves d'haltérophilie des Jeux olympiques. La tendance est à la croissance au fil des éditions avec environ quatre-vingt-dix délégations participantes depuis l'édition de 2008, contre une petite dizaine lors des premières éditions.
| Édition                                                  | 96 | 04 | 20 | 24 | 28 | 32 | 36 | 48 | 52 | 56 | 60 | 64 | 68 | 72 | 76 | 80 | 84 | 88 | 92 | 96 | 00 | 04 | 08 | 12 | 16 | 20 |
| -------------------------------------------------------- | -- | -- | -- | -- | -- | -- | -- | -- | -- | -- | -- | -- | -- | -- | -- | -- | -- | -- | -- | -- | -- | -- | -- | -- | -- | -- |
| Nombre de nations présentes en haltérophilie par édition | 5  | 3  | 14 | 16 | 19 | 8  | 15 | 30 | 41 | 34 | 53 | 42 | 55 | 54 | 46 | 39 | 48 | 62 | 69 | 77 | 76 | 79 | 84 | 84 | 94 | 74 |

| Le tableau ci-dessous référence le nombre le nombre d'athlètes engagés dans les épreuves officielles pour chaque pays sur l'ensemble des Jeux de 1896, 1904 et de 1920 à 2016. |  | |  | |  | |  | |
| - Afrique du Sud (15) - Albanie (17) - Allemagne (121) - Allemagne de l'Est (31) - Algérie (19) - Antilles néerlandaises (11) - Arabie saoudite (7) - Argentine (36) - Arménie (37) - Aruba (3) - Athlètes indépendants (1) - Australie (78) - Autriche (80) - Azerbaïdjan (22) - Barbade (2) - Belgique (44) - Belize (1) - Biélorussie (48) - Birmanie (17) - Bolivie (3) - Bosnie-Herzégovine (1) - Brésil (25) - Bulgarie (94)> - Cameroun (11) - Canada (59) - Chili (6) - Chine (111) - Chypre (2) - Colombie (65) - Comores (1) - Corée du Nord (52) |  | - Corée du Sud (117) - Costa Rica (4) - Croatie (3) - Cuba (67) - Danemark (25) - Égypte (93) - Émirats arabes unis (2) - Équateur (16) - Équipe unifiée de l'ex-URSS (10) - Espagne (34) - Estonie (20) - Eswatini (3) - États fédérés de Micronésie (4) - États-Unis (149) - Fidji (8) - Finlande (65) - France (127) - Géorgie (16) - Ghana (2) - Grande-Bretagne (127) - Grèce (73) - Guam (4) - Guatemala (13) - Guyana (8) - Haïti (2) - Honduras (3) - Hong Kong (1) - Hongrie (99) - Îles Cook (8) - Îles Marshall (1) - Îles Salomon (7) |  | - Îles Vierges des États-Unis (1) - Inde (40) - Indes occidentales (1) - Indonésie (49) - Irak (29) - Iran (74) - Irlande (3) - Islande (7) - Israël (12) - Italie (146) - Jamaïque (4) - Japon (111) - Kazakhstan (40) - Kenya (9) - Kirghizistan (7) - Kiribati (4) - Koweït (2) - Lettonie (20) - Liban (13) - Libye (7) - Liechtenstein (13) - Lituanie (6) - Luxembourg (14) - Madagascar (3) - Malaisie (16) - Malte (1) - Maroc (11) - Maurice (7) - Mexique (28) - Moldavie (20) - Monaco (2) |  | - Mongolie (13) - Nauru (11) - Népal (7) - Nicaragua (11) - Nigeria (27) - Norvège (14) - Nouvelle-Zélande (24) - Ouganda (7) - Ouzbékistan (23) - Pakistan (12) - Palaos (2) - Panama (17) - Papouasie-Nouvelle-Guinée (10) - Pays-Bas (23) - Pérou (13) - Philippines (23) - Pologne (119) - Porto Rico (33) - Portugal (10) - Qatar (5) - République dominicaine (21) - République tchèque (7) - Roumanie (71) - Russie (47) - Saint-Marin (2) - Salvador (8) - Samoa (4) - Samoa américaines (7) - Serbie (1) - Serbie-et-Monténégro (1) - Seychelles (5) |  | - Sierra Leone (2) - Singapour (11) - Slovaquie (10) - Soudan (4) - Sri Lanka (4) - Suède (63) - Suisse (40) - Syrie (12) - Tadjikistan (1) - Taipei chinois (43) - Tchécoslovaquie (64) - Thaïlande (43) - Tonga (4) - Trinité-et-Tobago (8) - Tunisie (12) - Turkménistan (9) - Turquie (66) - Tuvalu (2) - Ukraine (52) - Union soviétique (71) - Uruguay (4) - Venezuela (27) - Viêt Nam (9) - Yougoslavie (4) - Zimbabwe (1) |

## Tableau des médailles
Le tableau ci-dessous présente le bilan, par nations, des médailles obtenues en haltérophilie lors des Jeux olympiques d'été, en 1896, 1904 puis de 1920 à 2024. Le rang est obtenu par le décompte des médailles d'or, puis en cas d'ex æquo, des médailles d'argent, puis de bronze.
Après les Jeux de 2024, la Chine est le pays ayant remporté le plus grand nombre de médailles olympiques en haltérophilie avec soixante-sept médailles dont quarante-quatre en or. Elle est suivie de l'Union soviétique avec trente-neuf médailles d'or puis des États-Unis avec dix-sept médailles d'or. Depuis l'instauration de l'haltérophilie au programme olympique soixante-dix pays ont remporté au moins une médaille.
Tableau mis à jour après les Jeux olympiques de 2024.
| Rang  | Nation                       | Or  | Argent | Bronze | Total |
| ----- | ---------------------------- | --- | ------ | ------ | ----- |
| 1     | Chine                        | 44  | 15     | 8      | 67    |
| 2     | Union soviétique             | 39  | 21     | 2      | 62    |
| 3     | États-Unis                   | 17  | 17     | 14     | 48    |
| 4     | Bulgarie                     | 13  | 17     | 9      | 39    |
| 5     | Iran                         | 9   | 6      | 5      | 20    |
| 6     | France                       | 9   | 3      | 3      | 15    |
| 7     | Turquie                      | 8   | 1      | 2      | 11    |
| 8     | Allemagne                    | 6   | 7      | 7      | 20    |
| 9     | Pologne                      | 6   | 6      | 22     | 34    |
| 10    | Grèce                        | 6   | 5      | 4      | 15    |
| 11    | Corée du Nord                | 5   | 8      | 5      | 18    |
| 12    | Italie                       | 5   | 5      | 8      | 18    |
| 13    | Égypte                       | 5   | 5      | 5      | 15    |
| 14    | Thaïlande                    | 5   | 4      | 9      | 18    |
| 15    | Équipe unifiée de l'ex-URSS  | 5   | 4      | 0      | 9     |
| 16    | Russie                       | 4   | 7      | 7      | 18    |
| 17    | Taipei chinois               | 4   | 2      | 5      | 11    |
| 18    | Géorgie                      | 4   | 1      | 3      | 8     |
| 19    | Corée du Sud                 | 3   | 7      | 6      | 16    |
| 20    | Autriche                     | 3   | 4      | 2      | 9     |
| 20    | Tchécoslovaquie              | 3   | 2      | 3      | 8     |
| 22    | Hongrie                      | 2   | 9      | 9      | 20    |
| 23    | Roumanie                     | 2   | 7      | 3      | 12    |
| 24    | Colombie                     | 2   | 6      | 3      | 11    |
| 25    | Japon                        | 2   | 3      | 10     | 15    |
| 26    | Canada                       | 2   | 3      | 1      | 6     |
| 27    | Allemagne de l'Ouest         | 2   | 2      | 3      | 7     |
| 28    | Cuba                         | 2   | 1      | 5      | 8     |
| 29    | Ukraine                      | 2   | 1      | 2      | 5     |
| 30    | Ouzbékistan                  | 2   | 1      | 1      | 4     |
| 31    | Norvège                      | 2   | 0      | 0      | 2     |
| 32    | Indonésie                    | 1   | 7      | 8      | 16    |
| 33    | Allemagne de l'Est           | 1   | 4      | 6      | 11    |
| 33    | Kazakhstan                   | 1   | 4      | 6      | 11    |
| 35    | Grande-Bretagne              | 1   | 4      | 4      | 9     |
| 36    | Biélorussie                  | 1   | 4      | 3      | 8     |
| 37    | Estonie                      | 1   | 3      | 3      | 7     |
| 38    | Belgique                     | 1   | 2      | 1      | 4     |
| 39    | Danemark                     | 1   | 2      | 0      | 3     |
| 40    | Australie                    | 1   | 1      | 2      | 4     |
| 40    | Équateur                     | 1   | 1      | 2      | 4     |
| 42    | Espagne                      | 1   | 1      | 1      | 3     |
| 43    | Philippines                  | 1   | 1      | 0      | 2     |
| 44    | Mexique                      | 1   | 0      | 3      | 4     |
| 45    | Finlande                     | 1   | 0      | 2      | 3     |
| 46    | Croatie                      | 1   | 0      | 1      | 2     |
| 46    | Qatar                        | 1   | 0      | 1      | 2     |
| 48    | Arménie                      | 0   | 5      | 2      | 7     |
| 49    | Suisse                       | 0   | 2      | 2      | 4     |
| 50    | Venezuela                    | 0   | 2      | 1      | 3     |
| 51    | Lettonie                     | 0   | 1      | 2      | 3     |
| 51    | Trinité-et-Tobago            | 0   | 1      | 2      | 3     |
| 53    | Argentine                    | 0   | 1      | 1      | 2     |
| 53    | Inde                         | 0   | 1      | 1      | 2     |
| 53    | Nigeria                      | 0   | 1      | 1      | 2     |
| 53    | République dominicaine       | 0   | 1      | 1      | 2     |
| 53    | Viêt Nam                     | 0   | 1      | 1      | 2     |
| 58    | Liban                        | 0   | 1      | 0      | 1     |
| 58    | Luxebmourg                   | 0   | 1      | 0      | 1     |
| 58    | Samoa                        | 0   | 1      | 0      | 1     |
| 58    | Singapour                    | 0   | 1      | 0      | 1     |
| 58    | Turkménistan                 | 0   | 1      | 0      | 1     |
| 63    | Suède                        | 0   | 0      | 4      | 4     |
| 64    | Pays-Bas                     | 0   | 0      | 3      | 3     |
| 65    | Athlètes individuels neutres | 0   | 0      | 1      | 1     |
| 65    | Barheïn                      | 0   | 0      | 1      | 1     |
| 65    | Cameroun                     | 0   | 0      | 1      | 1     |
| 65    | Irak                         | 0   | 0      | 1      | 1     |
| 65    | Lituanie                     | 0   | 0      | 1      | 1     |
| 65    | Syrie                        | 0   | 0      | 1      | 1     |
| Total | Total                        | 239 | 235    | 236    | 710   |